# 利德希夫
50°1′3″N 25°23′49″E / 50.01750°N 25.39694°E
利德希夫（羅馬化：Lidykhiv）是位於烏克蘭西部特諾皮爾州克列梅涅茨區的村莊，處於斯洛尼夫卡河畔，始建於1545年，面積35.13平方公里，2001年人口2,372，人口密度每平方公里67.52人。